# TV Typewriter

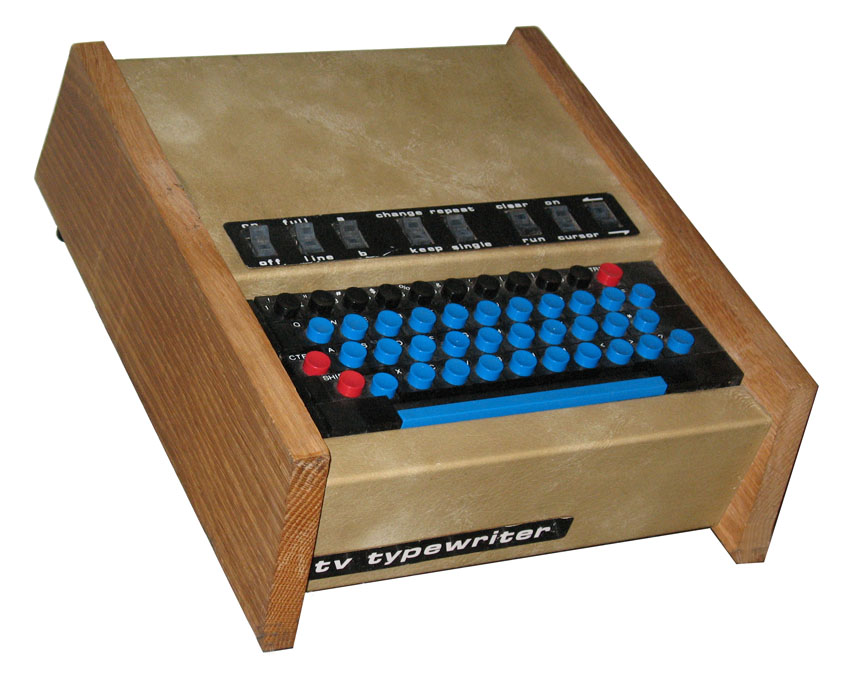
Prototipo del TV Typewriter di Don Lancaster con tastiera integrata

Il TV Typewriter fu uno dei primi terminali video capaci di generare un segnale direttamente visualizzabile su un comune televisore domestico. Fu progettato da Don Lancaster, che lo presentò sul numero di settembre del 1973 della rivista Radio-Electronics, dove apparve in copertina. La rivista conteneva un articolo descrittivo di 6 pagine ma i lettori potevano anche richiedere un manuale di istruzioni per la costruzione del dispositivo di 16 pagine. Il terminale era in grado di gestire 2 pagine di 32 righe di 16 caratteri ciascuna.
Il TV Typewriter è considerato una pietra miliare nella rivoluzione informatica che portò successivamente alla realizzazione dei primi micro e personal computer.

## TVT I

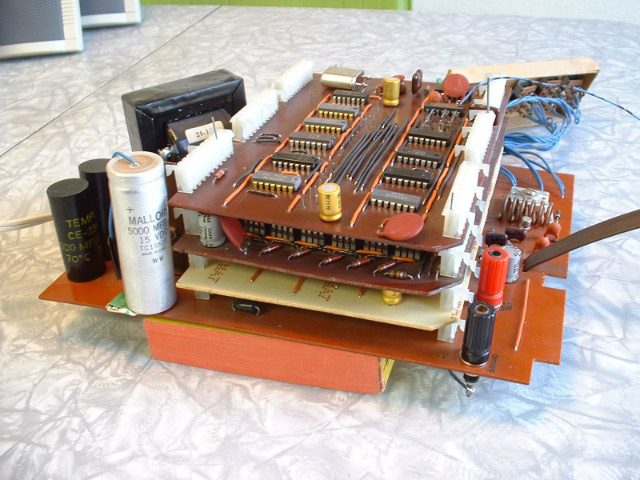
Un TV Typewriter autocostruito

Don Lancaster era un ingegnere che lavorava presso Goodyear Aerospace e che aveva progettato un display ad alta risoluzione per uso militare. Pubblicava anche molti articoli su riviste del settore quale Popular Electronics e Radio-Electronics. Tale display dette a Lancaster l'idea del suo progetto più importante, il terminale video a basso costo che fu poi noto come TV Typewriter. Per questo terminale Lancaster utilizzò logiche TTL e registri a scorrimento come memorie, perché i microprocessori e le memorie RAM erano relativamente recenti ed ancora molto cari. Con i terminali professionali che costavano sui 1.000$, questo kit da 120$ era molto interessante. Southwest Technical Products, che collaborava con Lancaster commercializzando i suoi kit, vendeva le schede a 27$ e gli 8 integrati principali a 49,50$; il resto dei componenti doveva essere acquistato separatamente dall'hobbista.
Sul numero di novembre della rivista gli editori si scusarono per i ritardi nella spedizione dei manuali per la costruzione del TV Typewriter causati dalle migliaia di ordinazioni ricevute dai lettori, fornendo anche l'elenco dei componenti necessari alla costruzione dell'apparecchio affinché i lettori potessero cercarli presso altri fornitori. Don Lancaster rispose anche a una serie di domande dei lettori, dando spunti per ulteriori usi e funzioni aggiuntive del TV Typewriter. Sul numero di dicembre comparve una correzione al manuale di costruzione del TV Typewriter. Entrambe le pubblicazioni furono inserite sulle ristampe del manuale.
La compattezza del progetto e la complessa circuiteria fecero del TV Typewriter un'impegnativa sfida per gli hobbisti. Nonostante queste difficoltà molte persone riuscirono a costruire l'apparecchio ed a collegarlo ai loro computer basati sul processore Intel 8008. Sul numero di aprile del 1975 della newsletter Micro-8 fu pubblicato un articolo di 6 pagine di modifiche e progetti fatti da utenti per collegare il TV Typewriter ai computer Mark-8 e SCELBI. Il progetto originale del TV Typewriter non includeva un'interfaccia seriale, una connessione per un modem o per un registratore a cassette. Lancaster trattò queste problematiche sul numero di settembre del 1975 di Byte e nel suo libro "TV Typewriter Cookbook". Il progetto di una scheda per implmentare l'interfaccia seriale fu presentato da Roger Smith sul numero di gennaio del 1975 di Radio Electronics.

## Tastiere

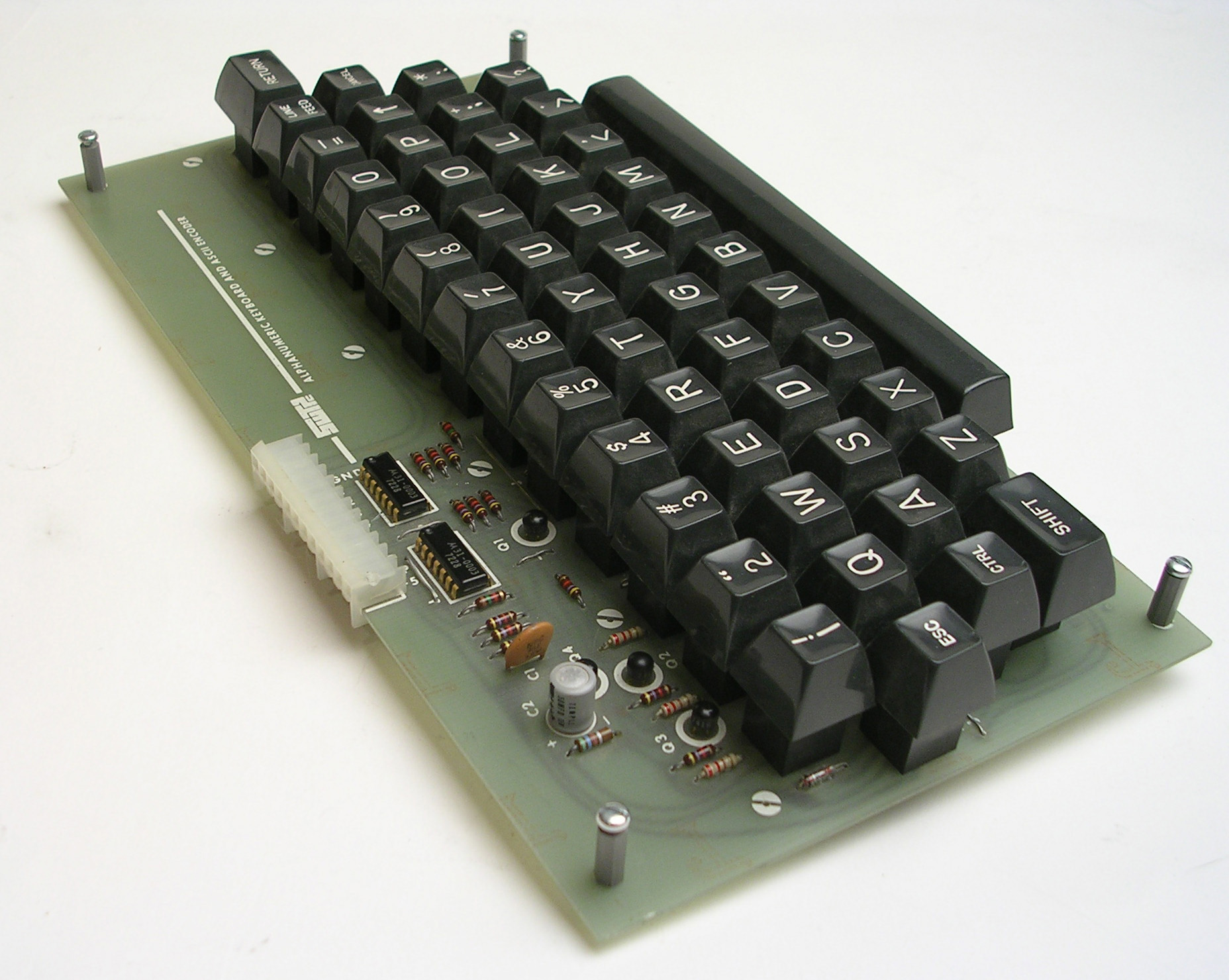
Il kit tastiera da 40$ progettato da Don Lancaster per Southwest Technical Products

A differenza di quanto avviene oggi, un tempo le tastiere per computer non avevano uno standard comune ed ogni costruttore utilizzava il proprio per cui l'acquisto poteva essere fatto solo dal produttore del proprio computer. Alcuni hobbisti realizzavano delle tastiere ma queste, spesso, usavano una codifica dei tasti diversa da quella ASCII come la codifica Baudot o EBCDIC. Il progetto ed il kit del TV Typewriter illustrati sulla rivista Radio-Electronics non prevedevano una tastiera ma l'immagine di copertina ritraeva un esemplare con una tastiera che Lancaster aveva realizzato per il numero di febbraio del 1973 della rivista. Questo progetto descriveva la realizzazione di una tastiera a 55 tasti, comprese le loro molle. Molti hobbisti decisero di usare una tastiera modificata per generare i codici ASCII. Il prototipo del TV Typewriter che è esposto al Computer History Museum presenta una tastiera integrata con codifica ASCII realizzata sul progetto che Lancaster pubblicò sul numero di febbraio del 1974 di Radio-Electronics. Gli schemi del codificatore ASCII furono inseriti sul manuale di costruzione del TV Typewriter.
Sul numero di aprile del 1974 di Popular Electronics apparve il kit di una tastiera completa prodotta da Lancaster ed acquistabile presso Southwest Technical Products per 39,50$. La prima versione usava dei semplici integrati RTL per decodificare la matrice dei tasti mentre nelle versioni successive fu utilizzato un chip apposito per la gestione dei tasti.

## TVT II - CT-1024 Terminal

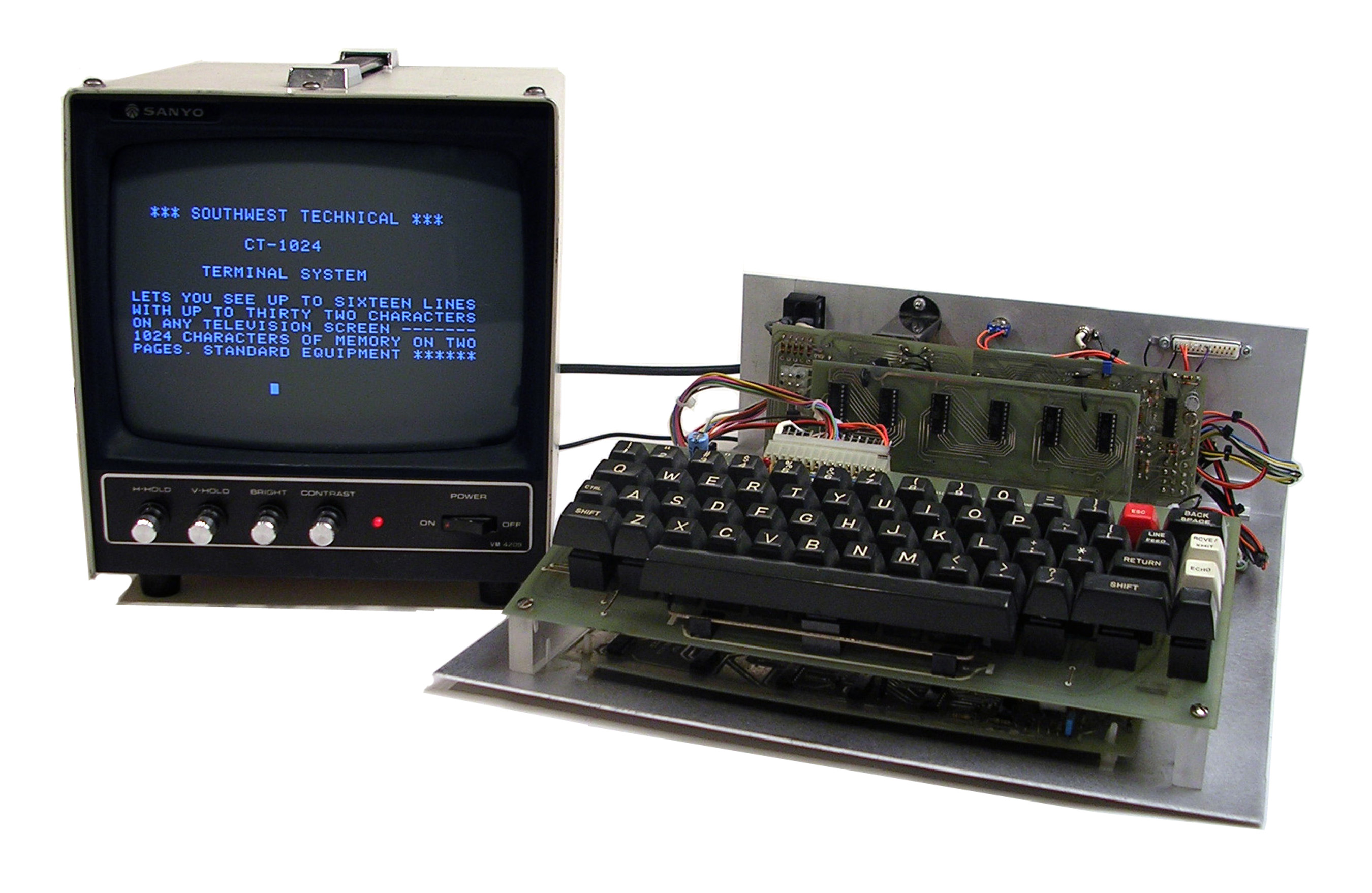
CT-1024 Terminal con monitor

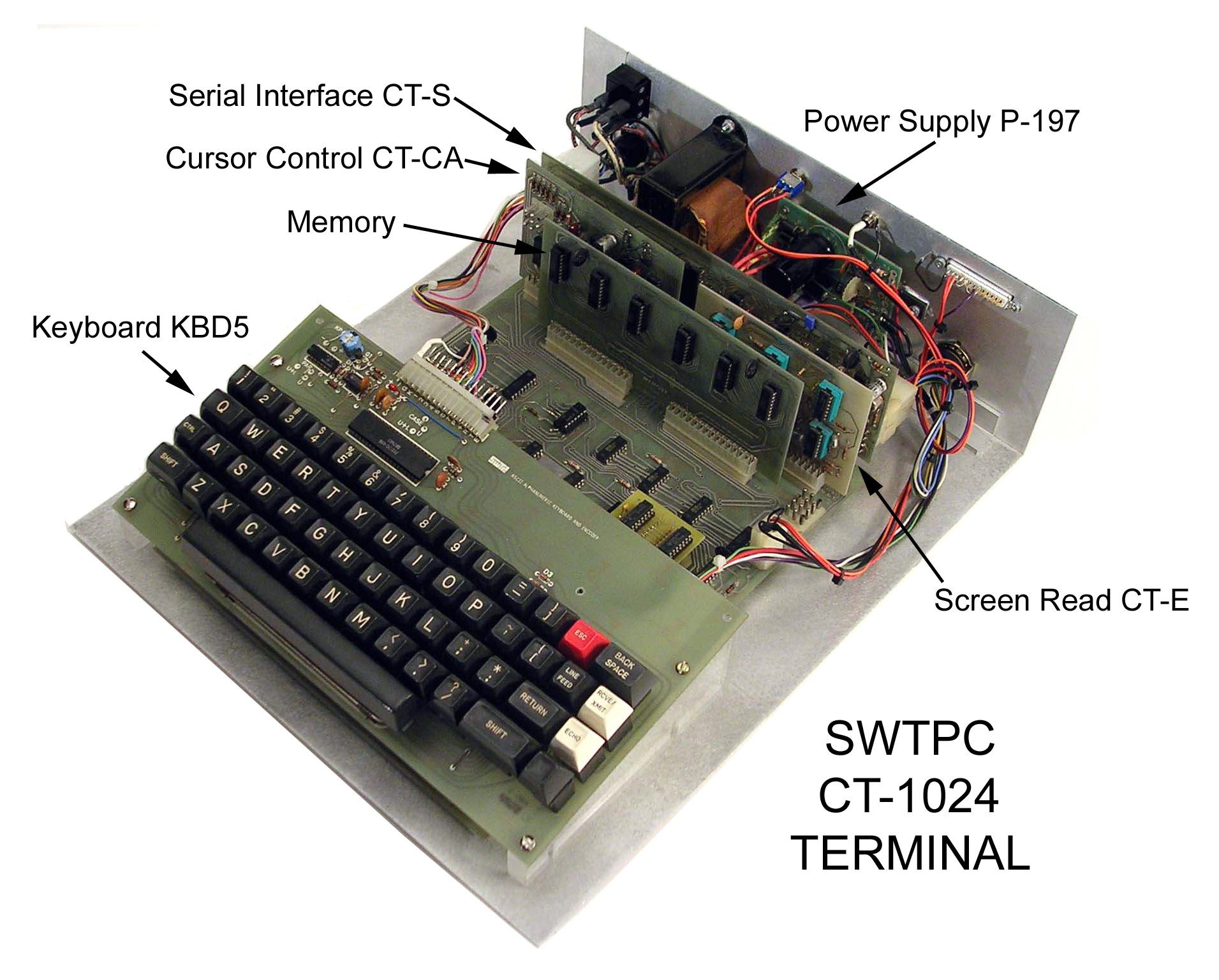
CT-1024 Terminal System

Il primo TV Typewriter era difficile da costruire ed alcuni degli integrati usati andarono fuori produzione per cui Southwest Technical Products decise di riprogettare il kit. La nuova versione, denominata TV Typewriter II, fu presentata completa di tutti gli schemi in 6 uscite della rivista Radio-Electronics pubblicate a partire dal numero di febbraio del 1975.
L'ingegnere Daniel Meyer di Southwest Technical Products ingaggiò Ed Colle, un ingegnere che aveva lavorato presso Datapoint sullo sviluppo dei terminali, per progettare il nuovo TV Typewriter: da quel lavoro nacque il CT-1024 Terminal, capace di generare 16 righe da 32 caratteri l'una. Il CT-1024 utilizzava logiche TTL ed integrava chip di memoria statica 2102. Le schede erano realizzate inserendo molto spazio tra i componenti e con piste molto larghe per facilitare il montaggio anche ai meno esperti. Venivano inoltre offerte diverse schede aggiuntive, tra cui l'interfaccia seriale. La tastiera era basata sul progetto di Lancaster mentre il resto del terminale era frutto di Ed Colle.
Il progetto fu terminato alla fine del 1974 ed i kit furono disponibili a partire dal mese di dicembre. Il primo annuncio riguardante il CT-1024 apparve sul numero di gennaio del 1975 di Popular Electronics alla pagina 32, proprio prima di quella su cui iniziava l'articolo sull'Altair 8800, compreso tra le pagine 33 e 38. Il CT-1024 riscosse un ottimo successo grazie al fatto che il kit completo costava solo 275$. Nel 1977 il CT-1024 fu sostituito dal CT-64, che offriva, rispetto al modello precedente, lo scorrimento dell'immagine e 64 caratteri per riga, sia maiuscoli che minuscoli.

## TV Typewriter Cookbook
Fino al 1975 Don Lancaster aveva già pubblicato più di 100 articoli su riviste quali Popular Electronics e Radio-Electronics; aveva anche scritto nel 1968 un libro sulla progettazione dei circuiti elettronici intitolato RTL Cookbook. La logica RTL era una tecnologia per la realizzazione degli integrati che però stava lentamente venendo soppiantata dalla logica TTL, così nel 1974 Lancaster pubblicò il libro TTL Cookbook, stampato per circa 20 anni.
Il primo TV Typewriter fu progettato in un periodo in cui le RAM erano molto costose. Iniziando a diffondersi, i loro prezzi calarono ed il TV Typewriter divenne ben presto obsoleto. Per questo Lancaster apportò diverse migliorie ed aggiornamenti al progetto, pubblicando tutto il nuovo materiale nel 1976 in un libro intitolato TV Typewriter Cookbook, una vera e propria guida per la costruzione di un terminale con video che affrontava, tra gli altri, le problematiche inerenti l'uso delle memorie, il calcolo dei tempi di sincronizzazione, l'uso delle tastiere, la gestione del cursore, l'interfacciamento a porte seriali ed al televisore, la grafica a colori. Questo libro rappresentò un valido aiuto non solo per gli hobbisti ma anche per gli addetti ai lavori: il capitolo 7 sull'interfaccia per gestire un registratore a cassette ispirò lo standard di immagazzinamento dei dati su nastri che va sotto il nome di Standard Kansas city.
I circuiti presentati nel libro non si appoggiavano ad un microprocessore ma a logiche TTL. Il seguito di questo libro, TV Cheap Video Cookbook, pubblicato nel 1978, mostrava il TV Typewriter 6 5/8 (TVT 6) che poteva operare insieme ad una CPU MOS 6502 o Motorola 6800, e che era stato progettato espressamente per il microcomputer MOS KIM-1.